# Station Wyszyny
Station Wyszyny is een spoorwegstation in de Poolse plaats Wyszyny Kościelne.